# Daniel Holgado
Daniel Holgado, född 27 april 2005 i Sant Vicent del Raspeig, är en spansk motorcykelförare som tävlar i grenen roadracing. Sedan 2022 tävlar han i Moto3-världsmästerskapet i Grand Prix Roadracing. Holgado tävlar med startnummer 96 på sin motorcykel.
Holgado vann juniorvärldsmästerskapet i Moto3 2021 och blev samma år trea i Red Bull Rookies Cup för Moto3. Han gjorde därefter debut i senior-VM i Moto3 säsongen 2022 där han körde en KTM för stallet Team Ajo. Till säsongen 2023 bytte Holgado stall till Red Bull KTM Tech3. Han tog sin första seger i klassen den 26 mars 2023 i Portugals Grand Prix.

## Framskjutna placeringar
Uppdaterad till 2023-10-23.
| Nr | Grand Prix | År   |
| -- | ---------- | ---- |
| 1  | Portugal   | 2023 |
| 2  | Frankrike  | 2023 |
| 3  | Italien    | 2023 |

| Nr | Grand Prix | År   |
| -- | ---------- | ---- |
| 1  | Österrike  | 2022 |

| Nr | Grand Prix     | År   |
| -- | -------------- | ---- |
| 1  | Tyskland       | 2023 |
| 2  | Storbritannien | 2023 |
| 3  | Japan          | 2023 |